# Geirsfjall
Geirsfjall är ett berg i republiken Island. Det ligger i regionen Västfjordarna, 230 km norr om huvudstaden Reykjavík. 
Närmaste större samhälle är Ísafjörður, omkring 19 kilometer sydväst om Geirsfjall. Trakten runt Geirsfjall består i huvudsak av gräsmarker.